# Roderhof
Roderhof, bis zum 19. Jahrhundert auch Ra(h)derhof, ist eine Hofschaft in der Stadt Leichlingen (Rheinland) im Rheinisch-Bergischen Kreis.

## Lage und Beschreibung
Roderhof liegt östlich des Leichlinger Zentrums auf der Leichlinger Hochfläche zwischen dem Schmerbach und dem Roderbach. An den Ortsbereich grenzt das Naturschutzgebiet Roderbach mit Seitensiefen. Nachbarorte sind Roderbirken, Balkerberg, Auf dem Katzensterz, Sankt Heribert, Grünscheid, Bröden, Kempen, Pohligshof, Hohlenweg, Dierath, Diepenbroich, Oberschmitte, Bennert, Buntenbach, Weide, Waltenrath, Schmerbach, Wachholder, Bergerhof und Neuland.

## Geschichte
Im Umfeld der Roderhofs wurde eine Axt aus der Steinzeit (ca. 5.000 v. Chr.) gefunden, eine frühe oder durchgängige Besiedlung des Orts kann daraus aber nicht abgeleitet werden. Die erste urkundliche Erwähnung fand im Jahr 1303 unter dem Namen Röttgen statt. Zu dieser Zeit war der Roderhof ein Klostergut der Abtei Deutz. Der damalige und heutige Name lässt auf eine Rodungstätigkeit zur Erschließung des Hofgeländes schließen. Noch im 19. Jahrhundert bildete der Hof auch eine Rodungsinsel im umgebenden Waldgebiet Grünscheid.
Die Karte Topographia Ducatus Montani aus dem Jahre 1715 zeigt den Hof unter dem Namen Raderhof. Der Hof ist dort mit dem Symbol eines Freihofs versehen. Im 18. Jahrhundert gehörte der Ort zum Kirchspiel Leichlingen im bergischen Amt Miselohe. Die Topographische Aufnahme der Rheinlande von 1824 und die Preußische Uraufnahme von 1844 verzeichnet den Hof als Raderhof bzw. Rahderhof. Die Größe den Hofguts betrug 265 Morgen, von denen 182 auf das Waldgebiet Roderbirken entfielen.
In Folge der französischen Besetzung wurde das Besitztum der Abtei Deutz um 1809 aufgehoben und der Roderhof an dem Elberfelder Kaufmann Wülfing verkauft. 1815/16 lebten 14 Einwohner im Ort. 1832 gehörte Roderhof unter dem Namen Rohderhof der Bürgermeisterei Leichlingen an. Der laut der Statistik und Topographie des Regierungsbezirks Düsseldorf als Ackergut kategorisierte Ort besaß zu dieser Zeit ein Wohnhaus und drei landwirtschaftliche Gebäude. Zu dieser Zeit lebten 14 Einwohner im Ort, allesamt katholischen Glaubens.
Im Gemeindelexikon für die Provinz Rheinland werden 1885 ein Wohnhaus mit 15 Einwohnern angegeben. 1895 besitzt der Ort ein Wohnhaus mit sechs Einwohnern, 1905 zwei Wohnhäuser und 15 Einwohner.
Der Roderhof und das ihm zugehörige Waldgebiet Roderbirken wurde zur Jahrhundertwende an die LVA verkauft, die dort 1906 die Volksheilsstätte Roderbirken errichteten, die heutige Rehabilitationsklinik Roderbirken. Der Hof diente zunächst als landwirtschaftliches Gut der Klinik, wurde aber ab den 1970er Jahren verpachtet und später an den Pächter verkauft.